# Microsoft Lumia

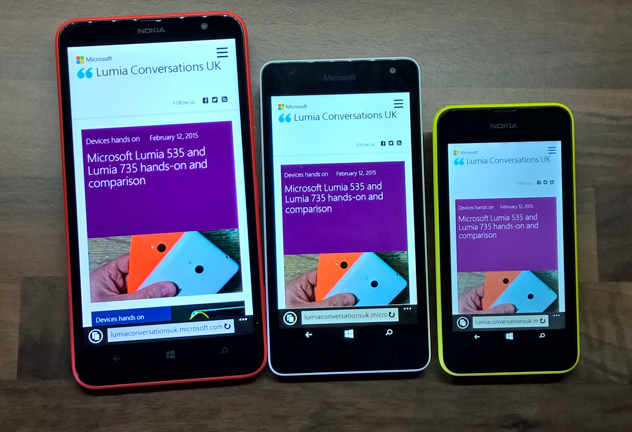
Telefoane Nokia Lumia

Nokia Lumia este o serie de smartphone-uri introdusă în 2011. Acestea vin cu sistemul de operare Windows Phone. Numele Lumia este forma de plural partitiv a cuvântului Lumi, care înseamnă zăpadă în limba finlandeză. Nokia a raportat vânzări de „mai bine de un milion de bucăți” din gama Lumia până pe 26 ianuarie 2012, 2 milioane pentru  primul trimestru al anului 2012, și patru milioane pentru al doilea semestru al anului 2012.
Din serie fac parte următoarele smartphone-uri:
- Nokia Lumia 610, un telefon entry-level, (mai ieftin dar mai puțin performant) lansat în aprilie 2012
- Nokia Lumia 710, un alt telefon entry-level, lansat în noiembrie 2011
- Nokia Lumia 800, telefon din gama midrange, lansat în noiembrie 2011
- Nokia Lumia 900, telefon high-end, (de ultimă generație) lansat pe 8 aprilie 2012
- Nokia Lumia 820, telefon high-end, lansat în septembrie 2012
- Nokia Lumia 920, telefon high-end, lansat în septembrie 2012